# Није крај
Није крај је црна комедија-драма-романса из 2008. године коју је режирао Винко Брешан у хрватско-српској копродукцији. То је први филм урађен у копродукцији ових земаља од времена распада бивше Југославије.
Филм је своју премијеру имао 27. маја у Хрватској, а 28. маја 2008. године у Србији.

## Радња
Мартин је хрватски ратни ветеран коме се живот промени када чудном игром случаја у српском порно-филму под насловом „Црвенкапица“ препозна главну глумицу-Десу. Мартин ускоро креће у потрагу за њом, а истрага га води у Београд, где преко продуцента порно-филмова сазнаје да је власник Десе макро Стеван. Стеван, видевши да је Мартину стало до Десе, понуди му могућност да је откупи. Мартин набавља новац и доводи Десу у Загреб, a она је уверена да је Мартин макро који ју је довео на рад у Хрватску и не разуме зашто се према њој пристојно понаша. Мартин се не усуђује да каже Деси да је зна од раније. Између њих почиње да се развија чудна љубавна прича пуна неспоразума...

## Награде
- На 55. фестивалу играног филма у Пули филм је освојио: Златну арену за костимографију[3]; Златну арену за сценографију[3]; Златну арену за музику[3]; Златну арену за монтажу[3]; Златну арену за споредну мушку улогу (Леон Лучев)[3], као и Награду публике Златна врата Пуле.[1]

- Међународни филмски фестивал у Карловим Варма 2009. године – награда FIPRESCI.[1]

## Улоге
| Глумац            | Улога             |
| ----------------- | ----------------- |
| Иван Херцег       | Мартин            |
| Нада Шаргин       | Деса              |
| Предраг Вушовић   | Ђуро              |
| Инге Апелт        | Марија            |
| Војислав Брајовић | Стеван            |
| Леон Лучев        | Мартинов колега   |
| Младен Вулић      | Мартинов колега 2 |
| Бранко Цвејић     | Цане              |
| Тања Пјевац       | курва             |
| Томо Курузовић    | портир            |
| Славица Кнежевић  | Госпођа Новак     |